# Herman Wallén
Herman Wallén, född 1978, är en finländsk operasångare (baryton). Han är son till Martti Wallén. 
Wallén utbildades vid musikhögskolan i Karlsruhe och har haft betydande framgångar i internationella tävlingar. Åren 2002–2004 var han engagerad vid Komische Oper Berlin, och från 2004 vid operan i Leipzig, där han utfört ledande barytonroller som Papageno i Trollflöjten och Don Ferrando i Fidelio.